# Любятув (Сьредський повіт)
Любятув (пол. Lubiatów, нім. Lubthal) — село в Польщі, у гміні Менкіня Сьредського повіту Нижньосілезького воєводства.
У 1975-1998 роках село належало до Вроцлавського воєводства.